# Иркутский государственный университет
Ирку́тский госуда́рственный университе́т — высшее учебное заведение города Иркутска, старейший университет Восточной Сибири.

## История
Иркутский государственный университет был основан 27 октября 1918 года Временным Сибирским правительством. До этого университет официально открывали несколько раз царское правительство, Временное правительство и правительство РСФСР, но вскоре власть в стране и регионе менялась.
Основатель университета и первый ректор — философ и педагог профессор М. М. Рубинштейн. Первые факультеты: историко-филологический и юридический. После серии реорганизаций в 1920-е годы, в 1930 году университет был расформирован, а осенью 1931 года вновь начал работу как Восточно-Сибирский университет. В его состав вошли три отделения: химическое, почвенно-географическое и физическое; тогда же возобновилась лекционная форма занятий, а в мае 1933 года была восстановлена факультетская система. Был проведён набор на 4 факультета: физико-математический, биологический, химический, геолого-почвенно-географический; гуманитарный факультет был восстановлен в 1940 году. Таким образом, с 1930-х годов в университете приоритетными становятся естественно-научные специальности.
Начиная с 1925 года университет обучал по различным специальностям и проводил научную стажировку иностранных граждан из Монголии, Китая, африканских и арабских стран.
ИГУ известен своими фундаментальными исследованиями, в том числе, в области экологии (в регионе находится озеро Байкал). С 1997 года ИГУ имеет свой официальный сайт.
В советское время (1939—1989 годах) ИГУ носил имя А. А. Жданова.
В 2014 году к университету присоединилась Восточно-Сибирская государственная академия образования.
В 2016 году создан Институт филологии, иностранных языков и медиакоммуникации, в состав вошли факультет филологии и журналистики ИГУ и учебные подразделения бывшего филиала МГЛУ в г. Иркутске.
27 октября 2018 года Иркутский государственный университет отметил свое 100-летие.
С 1 сентября 2019 года в ИГУ начал работу военный учебный центр.
В настоящее время образовательный комплекс вуза включает 8 учебных институтов, 8 факультетов, 1 филиал, научную библиотеку имени В. Г. Распутина. В структуре университета 13 научных подразделений: научно-исследовательская часть (НИЧ), 4 научно-исследовательских института (прикладной физики, биологии, нефте- и углехимического синтеза, правовой охраны Байкала), Центр новых информационных технологий (ЦНИТ), Межрегиональный институт общественных наук (МИОН), научно-исследовательский центр «Байкальский регион», Астрономическая обсерватория, Ботанический сад биолого-почвенного факультета, лаборатория квантовой химии, лаборатория исторической и политической демографии, социологическая лаборатория региональных проблем и инноваций.
Университет входит в международную коллаборацию TAIGA, развернувшей один из самых крупных и самых чувствительных и точных инструментов в мире для решения задач гамма-астрономии.

## Ректоры
Ниже приведён список ректоров и временно исполняющих обязанности ректора университета:
1. М. М. Рубинштейн, профессор философии (октябрь 1918 — сентябрь 1921)
2. Н. Д. Бушмакин, профессор медицины (сентябрь 1921 — сентябрь 1926)
3. Г. Т. Чуич, доцент, филолог (июнь 1929 — сентябрь 1930)
4. Г. К. Русаков, преподаватель, юрист (август 1931 — январь 1935)
5. Н. С. Шевцов, профессор, физик (ноябрь 1935 — май 1945)
6. Т. Т. Деуля, доцент, геолог (май 1945 — январь 1956)
7. В. Я. Рогов, доцент, физик (январь 1956 — февраль 1962)
8. П. Ф. Бочкарёв, профессор, химик (май 1962 — июль 1967)
9. Н. Ф. Лосев, профессор, физик (август 1967 — июль 1976)
10. Ю. П. Козлов, профессор, биолог (март 1977—1989)
11. Ф. К. Шмидт, профессор, химик (1990—1997)
12. А. И. Смирнов, профессор, химик (1997—2012)
13. А. В. Аргучинцев, профессор, математик (2012—2017)
14. И. В. Бычков, исполняющий обязанности, академик РАН, математик (2017—2019)
15. А. Ф. Шмидт, профессор, химик, (с мая 2020).

## Структура

### Институты
- Байкальская международная бизнес-школа
- Институт дополнительного образования
- Институт математики и информационных технологий[12]
- Институт социальных наук
- Институт филологии, иностранных языков и медиакоммуникации
- Международный институт экономики и лингвистики
- Педагогический институт
- Юридический институт

### Факультеты
- Биолого-почвенный факультет
- Географический факультет
- Геологический факультет
- Исторический факультет
- Подготовительный факультет для иностранных граждан
- Сибирско-американский факультет менеджмента
- Факультет бизнеса и менеджмента
- Факультет психологии
- Факультет бизнес-коммуникаций и информатики[12]
- Физический факультет
- Химический факультет

### Общеуниверситетские кафедры
- Кафедра водных ресурсов ЮНЕСКО

### Научно-исследовательские подразделения
- НИИ биологии
- НИИ нефте- и углехимического синтеза
- НИИ прикладной физики
- НИИ правовой охраны Байкала
- НИЦ «Байкальский регион»
- Астрономическая обсерватория
- Ботанический сад биолого-почвенного факультета
- Межрегиональный институт общественных наук
- Лаборатория квантовой химии
- Лаборатория исторической и политической демографии
- Социологическая лаборатория региональных проблем и инноваций

## Известия Иркутского государственного университета
ИГУ выпускает научный журнал «Известия Иркутского государственного университета».
По данным на 2024 год университет публикует следующие серии журнала:
- «Известия Иркутского государственного университета». Серия «Математика». Выходит с 2007 года, периодичность — 4 раза в год[14].
- «Известия Иркутского государственного университета». Серия «Биология. Экология». Выходит с 2008 года, 4 раза в год[15].
- «Известия Иркутского государственного университета». Серия «Науки о Земле». Выходит с 2008 года, 4 раза в год[16].
- «Известия Иркутского государственного университета». Серия «Политология. Религиоведение». Выходит с 2008 года, 4 раза в год[17].
- «Известия Иркутского государственного университета». Серия «История». Выходит с 2011 года, 4 раза в год[18].
- «Известия Иркутского государственного университета». Серия «Геоархеология. Этнология. Антропология». Выходит с 2012 года, 4 раза в год[19].
- «Известия Иркутского государственного университета». Серия «Психология». Выходит с 2012 года, 4 раза в год[20].